# Astragalus dsharkenticus
Astragalus dsharkenticus es una especie de planta del género Astragalus, de la familia de las leguminosas, orden Fabales.

## Distribución
Astragalus dsharkenticus se distribuye por China (NW-Xinjiang), Kazajistán (Alatau) y Kirguistán.

## Taxonomía
Fue descrita científicamente por Popov. Fue publicado en Botanicheskie Materialy Gerbariya Botanicheskogo Instituta Imeni V. L. Komarova Akademii Nauk S S S R. 10: 11 (1947).
Sinonimia
- Astragalus dsharkenticus gongliuensis S. B. Ho